# Vincent Sherman
Vincent Sherman (Vienna, Geòrgia; 16 de juliol de 1906-Woodland Hills, Califòrnia; 18 de juny de 2006) va ser un director i actor cinematogràfic estatunidenca.

## Biografia
El seu veritable nom era Abraham Orovitz, i va néixer en Vienna, Geòrgia, en el si d'una família d'origen jueu. Criat a la mateixa Vienna, on el seu pare treballava en una merceria, poco després de graduar-se a la Universitat Oglethorpe d'Atlanta es va fer actor professional.

### Carrera
Sherman va arribar a Nova York amb la intenció de vendre una obra escrita en cooperació amb un company d'estudis. Allí va treballar com a actor teatral za Counselor at Law. En els primers anys del cinema sonor va ser a Hollywood, on va actuar en el film de William Wyler rodat en 1933 Counsellor at Law, basat en l'obra teatral. En 1938 va ser contractat per Warner Bros. per a dur a terme labors de direcció. El seu primer film com a director va ser la cinta d'horror de 1939 The Return of Doctor X, en la qual actuava Humphrey Bogart.
En els anys 40 i 50 va dirigir a grans figures com Errol Flynn a Adventures of Don Juan (1948), Paul Newman a The Young Philadelphians (1959) i a Rita Hayworth en La dama de Trinidad (1952). En 1967 va dirigir la coproducció franco-italo-espanyola Cervantes, amb guió d'Enrique Llovet Sánchez i interpretada per Horst Buchholz, Gina Lollobrigida, José Ferrer i Francisco Rabal.
Sherman va aconseguir amb rapidesa la reputació de ser un artista fent versions, gràcies a la seva habilitat per a prendre qualsevol guió i convertir-lo en un èxit total de taquilla. Aquesta destresa li va facilitar el treballar amb pel·lícules de gran pressupost i amb repartiments farcits d'estrelles. Sherman va ser conegut com un «director de dones» mediats els anys 1940 però, segons avançava la seva carrera, va acabar sent un complet cineasta.
Després d'una trajectòria cinematogràfica en Hollywood plena d'èxits, Sherman va finalitzar la seva carrera artística en televisió. En 2004 va ser el major dels 21 entrevistats en el documental Imaginary Witness, un treball sobre 60 anys de cinema relacionat, en major o menor mesura, amb l'Holocaust.

## Vida personal
Sherman va estar casat amb Hedda Comorau des de 1931 a 1984. La parella va tenir un fill, Eric, i una filla, Hedwin. Al llarg de la seva vida Sherman va tenir diverses aventures sentimentals, entre elles una relació de tres anys amb Joan Crawford i Bette Davis. A la primera la va dirigir en tres pel·lícules: The Damned Don't Cry! (1950), Harriet Craig (1950), i Goodbye, My Fancy (1951). En les seves memòries Studio Affairs: My Life as a Film Director, donava detalls de la seva relació amb Crawford, així com de la qual va mantenir amb Rita Hayworth. En els seus últims nou anys de vida va mantenir relació amb Francine York.
De les seves amistats, destaca la que va mantenir amb l'actor Errol Flynn.
Vincent Sherman va morir el 18 de juny de 2006, poc abans de complir els cent anys, en el Motion Picture and Television Fund Hospital de Woodland Hills, Califòrnia. Les seves restes van ser donades a la ciència mèdica.

## Filmografia

### Director
- 1939: The Return of Doctor X
- 1941: Underground
- 1942: All Through the Night
- 1943: The Hard Way
- 1943: Old Acquaintance
- 1944: Mr. Skeffington
- 1945: Pillow to Post
- 1946: Janie Gets Married
- 1947: Nora Prentiss
- 1947: The Unfaithful
- 1948: Adventures of Don Juan
- 1949: The Hasty Heart
- 1950: Backfire
- 1950: The Damned Don't Cry
- 1950: Harriet Craig
- 1951: Goodbye My Fancy
- 1952: Lone Star
- 1952: La dama de Trinidad
- 1956: Difendo il mio amore
- 1957: Bèsties de la ciutat
- 1958: The Naked Earth
- 1959: The Young Philadelphians
- 1960: Ice Palace
- 1960: The Second Time Around (Sola ante el peligro)
- 1967: Cervantes

### Productor
- 1952: La dama de Trinidad

### Actor
- 1933: Counsellor at Law de William Wyler
- 1934: The Crime of Helen Stanley, de D. Ross Lederman
- 1934: Speed Wings, de Otto Brower
- 1934: One Is Guilty, de Lambert Hillyer
- 1934: Hell Bent for Love, de D. Ross Lederman
- 1934: Midnight Alibi, d'Alan Crosland
- 1934: Girl in Danger, de D. Ross Lederman

### Guionista
- 1938: Crime School, de Lewis Seiler
- 1939: King of the Underworld, de Lewis Seiler